# Ferdinand Laholli

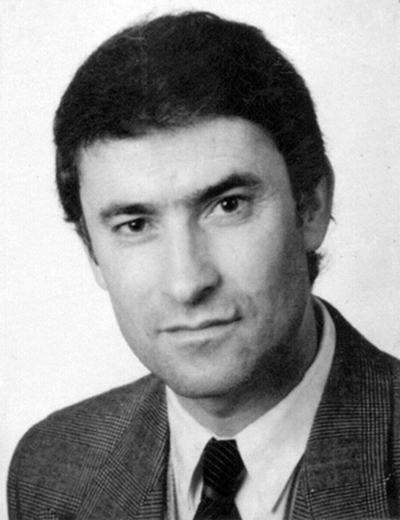
Ferdinand Laholli (2000)

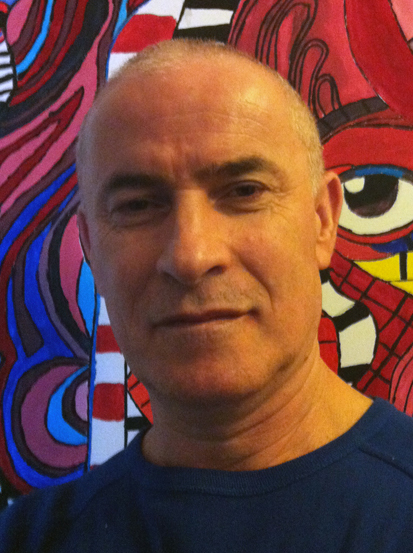
Ferdinand Laholli (2015)

Ferdinand Laholli (* 16. Juni 1960 in Gradishta, Albanien) ist ein albanischer Dichter und literarischer Übersetzer.

## Werdegang
Ferdinand Laholli ist am 16. Juni 1960 in Gradishta, einem abgelegenen Ort in einem Sumpfgebiet der Myzeqe bei Lushnja, geboren worden. Seine Familie war wegen der Flucht seines Vaters in die USA von Korça dorthin zwangsumgesiedelt worden. Später wurde Laholli wiederum zwangsweise nach Savra gewiesen, wo er 30 Jahre seines Lebens verbringen musste.
Die achtjährige Pflichtschule besuchte er in Savra. Wegen der Repressionen des Staates gegenüber seiner Familie konnte er erst 1987 die agronomische und mechanische Schule abschließen. Als Internierter untersagte man ihm unter anderem auch das Studium an der Universität.
Mit 15 Jahren suchte er einen Verlag für sein erstes Buchmanuskript, doch die erste Buchpublikation in Albanien erlebte er erst nach dem Sturz der Diktatur. 1990 emigrierte Laholli nach Deutschland. Er lebt in Bückeburg.
Laholli schreibt Lyrik und Prosa und veröffentlichte bisher mehrere Bücher in seiner Muttersprache. Gedichte von ihm sind ins Deutsche, Italienische, Englische, Schwedische, Türkische, Niederländische, Kärntnische, Rumänische, Französische und Ungarische übersetzt worden. Laholli betätigt sich auch als Übersetzer deutscher Literatur ins Albanische.

## Gedichtbände
- Genug mit diesem bitteren Paradox (Mjaft ky paradoks i hidhur). Tirana 1992.
- Në ishullin e vetmisë/Auf der Insel  der Einsamkeit. Albanisch und Deutsch, Tirana 1993. Übersetzung ins Deutsche von Robert Schwarz
- Buch der Wünsche (Libri i dëshirave). Tirana 1994.
- Te kjo vajzë e përgjakur/An diesem blutüberströmten Mädchen. Zweisprachig, Tirana 1994. Übersetzung ins Deutsche von Robert Schwarz
- Suicidio delle foglie (Selbstmord der Blätter). Albanisch und Italienisch, Frosinone 1995. Übersetzung ins Italienische von Noé
- Shtrigani i ëndrrës (Ein Hexenmeister in meinem Schlaf). Tirana 1996
- Der Hass ist nicht meine Liebe (Urrejtja nuk është dashuria ime). Priština 1997
- Paolo. Tirana 1999
- Në Bykeburg bie shi/Es regnet in Bückeburg. Albanisch und Deutsch, Tirana 2000
- Antologji e poezisë moderne shqipe/Anthologie der modernen albanischen Lyrik. Albanisch und Deutsch, Holzminden 2003
- Linda. Prishtina/Holzminden, 2005
- Kur ikën ti (Immer wenn du gehst). Prishtina/Hannover, 2006.